# Luftgau II
Luftgau II foi um dos Distritos Aéreos da Luftwaffe, durante a Alemanha Nazi. Foi criado no dia 12 de Outubro de 1937, em Sttetin, e extinta a 1 de Abril de 1938. Voltou a ser formada (porém após uma reforma) no dia 30 de Setembro de 1939 e foi dissolvida a 15 de Janeiro de 1943.

## Comandantes
- Wolfgang Weigand, 12 de Outubro de 1937 - 1 de Abril de 1938[2]
- Camillo Ruggera, 30 de Setembro de 1939 - 17 de Fevereiro de 1941[2]
- Hellmuth Bieneck, 17 de Fevereiro de 1941 - 15 de Janeiro de 1943[2]